# 마르셀 티세랑
마르셀 자니 에밀 티세랑(프랑스어: Marcel Jany Émile Tisserand, 1993년 1월 10일 ~ )은 A리그 멘의 클럽 시드니 FC에서 수비수로 활약하고 있는 콩고 민주 공화국의 프로 축구 선수이다.

## 구단 경력

### 모나코
프랑스 모에서 태어난 티세랑은 클레르퐁텐 국립 기술 단지에서 선수 생활을 시작하였고, 13세 때 모나코로 떠났다.
2013년 6월, 그는 모나코와 리저브 팀에서 4년을 보낸 첫 프로 계약을 맺었다. 이후, 그는 클라우디오 라니에리 감독에 의해 모나코의 프리 시즌 투어를 위해 1군에 차출되었다. 라니에리는 그의 훈련 능력에 깊은 인상을 받았고, 그를 구단의 프리 시즌에 데려갔다. 티세랑은 2013년 8월 10일 보르도를 상대로 2013-14 시즌 AS 모나코의 리그 1 첫 경기에서 프로 데뷔 전을 치렀다. 2013년 10월 5일, 그는 2-1로 이긴 생테티엔과의 경기에서 왼쪽 수비수로 출전하며 첫 모나코 선발 출전을 했다. 2013년 12월 19일, 그는 구단과 계약을 연장해 2018년까지 그를 유지시켰다. 그러나, 그는 1군에서 고전을 면치 못했고, 레뱅 퀴르자와와의 경쟁으로 인해 교체 벤치로 밀려났고, 2013-14 시즌에 6경기에 출전했다.
툴루즈에서의 2년간의 임대 생활을 마친 티세랑은 모나코로 돌아와 2016-17 시즌 모나코 1군에 합류하고 싶다는 의사를 밝혔다. 2016-17 시즌, 그는 1-0으로 이긴 낭트와의 2016년 8월 20일 경기에 단 한번만 출전했다.

### 페네르바흐체
2020년 9월 15일 튀르키예의 페네르바흐체에 입단했다.

### 알이티파크
2022년 8월 21일, 티세랑은 사우디아라비아의 알이티파크와 3년 계약을 체결하며 이적했다.

## 국가대표팀 경력
프랑스에서 프랑스인 아버지와 콩고인 어머니 사이에서 태어난 티세랑은 2012년 콩고 민주 공화국 U-19 대표로 2013 툴롱 토너먼트에서 콩고 민주 공화국 U-20의 주장을 맡았다.
2016년 3월, 그는 콩고 민주 공화국 국가대표팀의 임시 선수단에 차출되었다가 행정 문제로 인해 탈락했다. 티세랑은 이후 콩고 민주 공화국을 위해 뛰고 싶다고 밝혔다. 그 다음 달, 그는 2016년 5월 1-1로 비긴 루마니아와의 친선 경기에서 콩고 민주 공화국을 위해 데뷔했다. 그 다음 해 1월, 티세랑은 아프리카 네이션스컵을 위해 선수단에 차출되었다. 그는 2017년 4월 16일 모로코를 1-0으로 이긴 조별 리그 1일차 전에 출전했다. 그는 토너먼트에 5번 출전했는데, 콩고 민주 공화국은 가나에 의해 8강에서 탈락했다. 2년 후, 티세랑은 2019년 아프리카 네이션스컵을 위해 콩고 민주 공화국 선수단에 차출되었다. 그는 2019년 6월 26일 토너먼트 개최국인 이집트를 상대로 주장을 맡은 것을 포함한 모든 경기에 출전했다. 그러나 콩고 민주 공화국은 아프리카 네이션스컵 16강전에서 마다가스카르에게 패하면서 토너먼트에서 탈락했다.

## 사생활
티세랑은 프랑스 모에서 자랐으며 파리 생제르맹을 후원하고 있다. 대리인인 형 파트리크와 엔지니어인 두 형제, 회계사인 여동생이 있다.
프랑스어를 할 줄 아는 것 외에도, 티세랑은 링갈라어를 구사하며 할머니에게서 배운 콩고어를 이해한다. 독일로 이주한 이후 그는 독일어를 배우기 위해 수업을 받으며 독일어도 구사한다.